# Només et tinc a tu
Només et tinc a tu (títol original: À la folie… pas du tout) és un thriller romàntic francès coescrit i dirigit per Lætitia Colombani, estrenat el 2002. El guió ha estat — abans de la realització del film — premiat amb el premi junyr al millor guió l'any 2001. Ha estat doblat al català

## Argument
Angélique, jove d'una vintena d'anys, estudiant de Belles arts, cau enamorada de Loïc, un cardiòleg d'anomenada, casat i futur pare. Està íntimament persuadida que és el seu gran amor, però Loïc no va a les cites que organitza i no comprèn per què es mostra tan distant amb ella, quan l'estima tant.
De fet, Angélique està afectada d'erotomania: és l'única que viu aquest amor que imagina afeccionat. Pel que fa a Loïc, viu en la més profunda incomprensió davant dels regals anònims i els correus dolços que rep, tot quedant profundament enamorat de la seva dona. L'amor d'Angélique va l'empeny sempre més lluny, fins a provocar molt greus problemes en la seva vida així com la de Loïc.

## Repartiment
- Audrey Tautou: Angélique
- Samuel Le Bihan: Loïc Le Garrec
- Isabelle Carré: Rachel
- Sophie Guillemin: Héloïse
- Clément Sibony: David
- Élodie Navarre: Anita
- Éric Savin: Julien
- Vania Vilers: el comissari
- Michèle Garay: Claire Belmont
- Catherine Cyler: Jeanne
- Mathilde Blache: Léa
- Charles Chevalier: Arthur
- Michael Mourot: Jean-Louis
- Yannick Alnet: Jean Timbault
- Nathalie Krebs: Sonia Jasmin
- Sophie Vaslot: madame Dubois-Rollin
- Patrice Saunier: el psiquiatre
- Daniel Villattes: la florista

## Producció
Rodatge
El rodatge té lloc a Bordeus, a la Gironda.
Música
La banda original del film Només et tinc a tu i altres músiques per a la pantalla de Jérôme Coullet han estat editades en CD en Discos Cinémusique l'any 2013.

## Acollida
Box-office
El film ha informat 5.126.264 de dòlars al món sencer.
Nominacions
- Festival internacional del film de Valladolid 2002: Golden Spike
- Premis Phoenix Film Critics Society 2004: Millor film en llengua estrangera